# 청춘 돼지
청춘 돼지(일본어: 青春ブタ野郎) 카모시다 하지메가 집필한 일본의 라이트 노벨 시리즈이다. 일러스트는 미조구치 케이지가 담당하고 있다. 2014년부터 전격문고에서 간행되고 있으며, 대한민국에서는 2015년부터 L노벨에서 간행되고 있다. 《사쿠라장의 애완 그녀》에 이어 후속작이다.

## 등장인물

### 주요 인물
아즈사가와 사쿠타(梓川 咲太)
성우 - 이시카와 카이토(다수결 드라마)
본작의 주인공. 미네가하라 고교 2년 1반. 출석 번호 1번.
사쿠라지마 마이(桜島 麻衣)
성우 - 세토 아사미(다수결 드라마)
본작의 메인 히로인. 사쿠타의 1년 선배로, 아역 출신의 인기 연예인.
아즈사가와 카에데(梓川 かえで)
성우 - 쿠보 유리카(다수결 드라마)
사쿠타의 동생. 15세.
마키노하라 쇼코(牧之原 翔子)
성우 - 미나세 이노리
아즈사가와 사쿠타의 첫사랑

### 미네가하라 고등학교 학생
쿠니미 유마(国見 佑真)
성우 - 우치다 유우마
사쿠타와 소수의 친구 중 한명.
후타바 리오(双葉 理央)
사쿠타와 소수의 친구 중 한명. 유일한 과학부원.
코가 토모에(古賀 朋絵)
성우 - 토야마 나오
카미사토 사키(上里 沙希)

### 그 외
난죠 후미카(南条 文香)
여자 아나운서.
카노 코토미(鹿野 琴美)
초등학교에서부터 같이 지내던 카에데의 소꿉 친구.
사쿠타의 아버지
사쿠타의 어머니
마이의 어머니
노도카의 어머니
나스노(なすの)
아즈사가와 집에서 키우는 고양이.
하야테(はやて)
아즈사가와 집에서 키우는 고양이.

## 용어
사춘기 증후군: 청소년들이 극심한 스트레스 혹은 마음의 근심, 걱정, 바램들이 현실로서는 불가능한 몸의 변화로 나타나는 현상.

## 단행본 목록

### 소설
| 도서명                                        | 판본     | 초판 발매일      | ISBN                   |
| --------------------------------------------- | -------- | ---------------- | ---------------------- |
| 청춘 돼지는 바니걸 선배의 꿈을 꾸지 않는다    | 일본어판 | 2014년 4월 10일  | ISBN 978-4-04-866487-5 |
| 청춘 돼지는 바니걸 선배의 꿈을 꾸지 않는다    | 한국어판 | 2015년 12월 15일 | ISBN 979-1-18-690607-1 |
| 청춘 돼지는 소악마 후배의 꿈을 꾸지 않는다    | 일본어판 | 2014년 8월 9일   | ISBN 978-4-04-866808-8 |
| 청춘 돼지는 소악마 후배의 꿈을 꾸지 않는다    | 한국어판 | 2016년 2월 11일  | ISBN 979-1-18-690637-8 |
| 청춘 돼지는 로지컬 마녀의 꿈을 꾸지 않는다    | 일본어판 | 2015년 1월 10일  | ISBN 978-4-04-869173-4 |
| 청춘 돼지는 로지컬 마녀의 꿈을 꾸지 않는다    | 한국어판 | 2016년 5월 11일  | ISBN 979-1-15-981043-5 |
| 청춘 돼지는 시스콤 아이돌의 꿈을 꾸지 않는다  | 일본어판 | 2015년 5월 9일   | ISBN 978-4-04-865135-6 |
| 청춘 돼지는 시스콤 아이돌의 꿈을 꾸지 않는다  | 한국어판 | 2016년 9월 10일  | ISBN 979-1-12-781848-7 |
| 청춘 돼지는 집 보는 여동생의 꿈을 꾸지 않는다 | 일본어판 | 2015년 9월 10일  | ISBN 978-4-04-865394-7 |
| 청춘 돼지는 집 보는 여동생의 꿈을 꾸지 않는다 | 한국어판 | 2017년 1월 13일  | ISBN 979-1-12-783977-2 |
| 청춘 돼지는 꿈꾸는 소녀의 꿈을 꾸지 않는다    | 일본어판 | 2016년 6월 10일  | ISBN 978-4-04-865891-1 |
| 청춘 돼지는 꿈꾸는 소녀의 꿈을 꾸지 않는다    | 한국어판 | 2017년 4월 10일  | ISBN 979-11-2784081-5  |
| 청춘 돼지는 첫사랑 소녀의 꿈을 꾸지 않는다    | 일본어판 | 2016년 10월 18일 | ISBN 978-4-04-892281-4 |

### 만화
전격 G's 코믹에서 2016년 1월호부터 《청춘 돼지는 바니걸 선배의 꿈을 꾸지 않는다》라는 제목으로 연재 중이다. 작화는 나나미야 츠구미가 맡았다.

## 다수결 드라마
다수결 드라마 《청춘 돼지는 바니걸 선배의 꿈을 꾸지 않는다 with 사쿠라장의 애완 그녀》
부제 《청춘 돼지는 문화제 히로인의 꿈을 꾸지 않는다》
니코니코동화의 시청자 앙케트 결과에 따라 스토리가 변화된다.
방송일
- 제 1회 2016년 2월 5일

게스트 - 쿠보 유리카
제 1회 공략 캐릭터 - 시이나 마시로
- 제 2회 2016년 2월 20일

게스트 - 세토 아사미
제 2회 공략 캐릭터 - 사쿠라지마 마이
- 제 3회 2016년 3월 5일

게스트 - 이시카와 카이토
제 3회 공략 캐릭터 - 마키노하라 쇼코
- 제 4회 2016년 3월 18일

게스트 - 쿠보 유리카
제 4회 공략 캐릭터 - 코가 토모에